# دبداب
دبداب (به عربی: دبداب) یک شهرداری در الجزایر است که در ناحیه ان امیناس واقع شده‌است. دبداب ۳۱٬۵۳۷ کیلومتر مربع مساحت و نیز ۴٬۳۴۱ نفر جمعیت دارد.